# Kruszyn (województwo podlaskie)
Kruszyn – wieś w Polsce położona w województwie podlaskim, w powiecie monieckim, w gminie Krypno.
W latach 1954–1972 wieś należała i była siedzibą władz gromady Kruszyn. W latach 1975–1998 miejscowość administracyjnie należała do województwa białostockiego.
Na zachód od wsi płynie rzeka Nereśl, dopływ Narwi.
Wierni kościoła rzymskokatolickiego należą do parafii Narodzenia Najświętszej Maryi Panny w Krypnie.